# Louise Michel
|  | Aquest article tracta sobre el personatge històric. Vegeu-ne altres significats a «Louise Michel (desambiguació)». |

Louise Michel (Vroncourt-la-Côte, Haute-Marne, 29 de maig del 1830 - Marsella, 9 de gener del 1905) fou una destacada anarquista francesa i una de les principals figures de la Comuna de París; va ser també escriptora, poeta i educadora. Va ser la primera a enarborar la bandera negra, que sota el seu impuls, es va convertir en el símbol del moviment anarquista.
Preocupada per l'educació infantil, Michel es va dedicar a l'ensenyament fins al 1856, any en què es va instal·lar a París. Allà, als 26 anys, va desenvolupar una activitat literària, pedagògica, política i activista important i s'uneix amb diverses prominents personalitats blanquistes revolucionàries del París de la dècada del 1860. El 1871, va participar activament en els esdeveniments de la Comuna de París en la primera línia de suport. Capturada al maig, va ser deportada a Nova Caledònia, on el seu pensament es va tornar anarquista. Va tornar a França el 1880 i, molt popular, multiplicà les seves manifestacions i reunions en favor del proletariat. Era controlada per la policia i va ser empresonada diverses vegades, però va continuar sense descans un important activisme polític a França fins a la seva mort, a l'edat de 74 anys.
Continua sent avui una figura influent en el pensament anarquista i revolucionari.

## Biografia

### Joventut

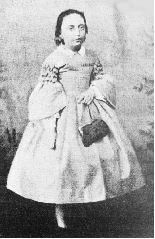
Louise Michel als nou anys

Louise Michel va néixer el 29 de maig del 1830 a Haute-Marne, al castell Vroncourt: filla del senyor del castell Étienne-Charles Demahis, o més probablement del seu fill Laurent Demahis, i la seva criada, Marie-Anne Michel. Va créixer en la família dels pares d'Étienne-Charles Demahis, que ella anomena els seus avis, i en què sembla haver sigut feliç, mostrant, a una edat molt primerenca, un temperament altruista. Va rebre una bona educació liberal, llegint Voltaire i Rousseau.
Des del 1851, va estudiar a Chaumont on suspèn el primer de setembre l'examen al títol d'habilitació per a exercir la professió de "submestre" (el que es diria avui una institutriu), títol que obté per fi el 25 de març del 1852 a Versalles. Al setembre del 1852, als 22 anys, va fundar una escola gratuïta, on ensenya a Audeloncourt durant un any abans d'anar a París.
A finals del 1854, va obrir una escola i va ensenyar a Clefmont i, de nou, durant un any.

### A París
El 1856, es va traslladar a París, on ensenya al barri del Château d'Eau a la pensió de Madame Voillier, amb la qui manté una relació gairebé filial. Llavors, va començar per a ella un període d'intensa activitat. Durant els quinze anys que van seguir, va continuar el seu ensenyament amb regularitat. El 1865, va obrir una escola (externat) al número 24 del carrer Houdon, i després una altra el 1868 al carrer Oudot. Està a favor d'idees molt noves, com escoles professionals i orfenats laics.
Interessada en la literatura, va publicar diversos textos, incloent-hi poemes, que va signar sota el pseudònim d'Enjolras. És probable que li hagués agradat viure de la seva ploma, si aquella època ho hagués permès. Des d'agost del 1851, hauria conegut Victor Hugo, un dels autors més famosos i respectats de l'època. Manté una correspondència amb ell des del 1850-1879, i li va adreçar alguns poemes. Louise està completament sota el seu encanteri. Es diu, àdhuc, que li hauria donat una filla, Victorine, posada a dida quan va néixer, hipòtesi que continua sent molt controvertida. Victor Hugo la pinta en Judith', l'ombra jueva i Ària, la romana, en el seu poema Viro Major, dones amb destins excepcionals i tràgics.
Ella irromp en els cercles revolucionaris en aquell moment i es reuneix amb Jules Vallès, Eugène Varlin, Raoul Rigault i Émile Eudes, en col·laboració amb diaris de l'oposició, com Le Cri du Peuple. El 1862, es va convertir en membre de la Unió dels poetes; el 1869, va ser secretària de la Lliga Democràtica de moralització, creada per ajudar els treballadors. En aquest moment, Louise és blanquista, és a dir, seguidora del moviment revolucionari i republicà socialista fundat per Louis Auguste Blanqui.
L'agost de 1870, als 40 anys, en plena guerra francoprussiana, es mostra en contra de la detenció dels blanquistes Eudes i Brideau. Al setembre, després de la caiguda de l'imperi, va participar en el Comitè de Vigilància dels ciutadans del districte XVIII de París, en què va ser elegida presidenta, es va reunir amb Théophile Ferré, el germà de Marie Ferré, de qui s'enamora apassionadament. Dins un París mort de fam, crea un menjador per als seus estudiants. Va conèixer Georges Clemenceau, l'alcalde de Montmartre. A continuació, s'observen alguns fets sorprenents: les dones, els nens, els guàrdies federats envolten els soldats que fraternitzen amb la gent feliç i pacíficament. Louise Michel va ser, llavors, part de l'ala revolucionària més radical al costat dels anarquistes, i pensa que s'ha de continuar l'ofensiva a Versalles per dissoldre el govern d'Adolphe Thiers, que llavors no tenia més que unes tropes molt minses. Ella, fins i tot, es va oferir per anar sola i matar Thiers a Versalles. Ella no continua i el projecte avorta.

### La Comuna

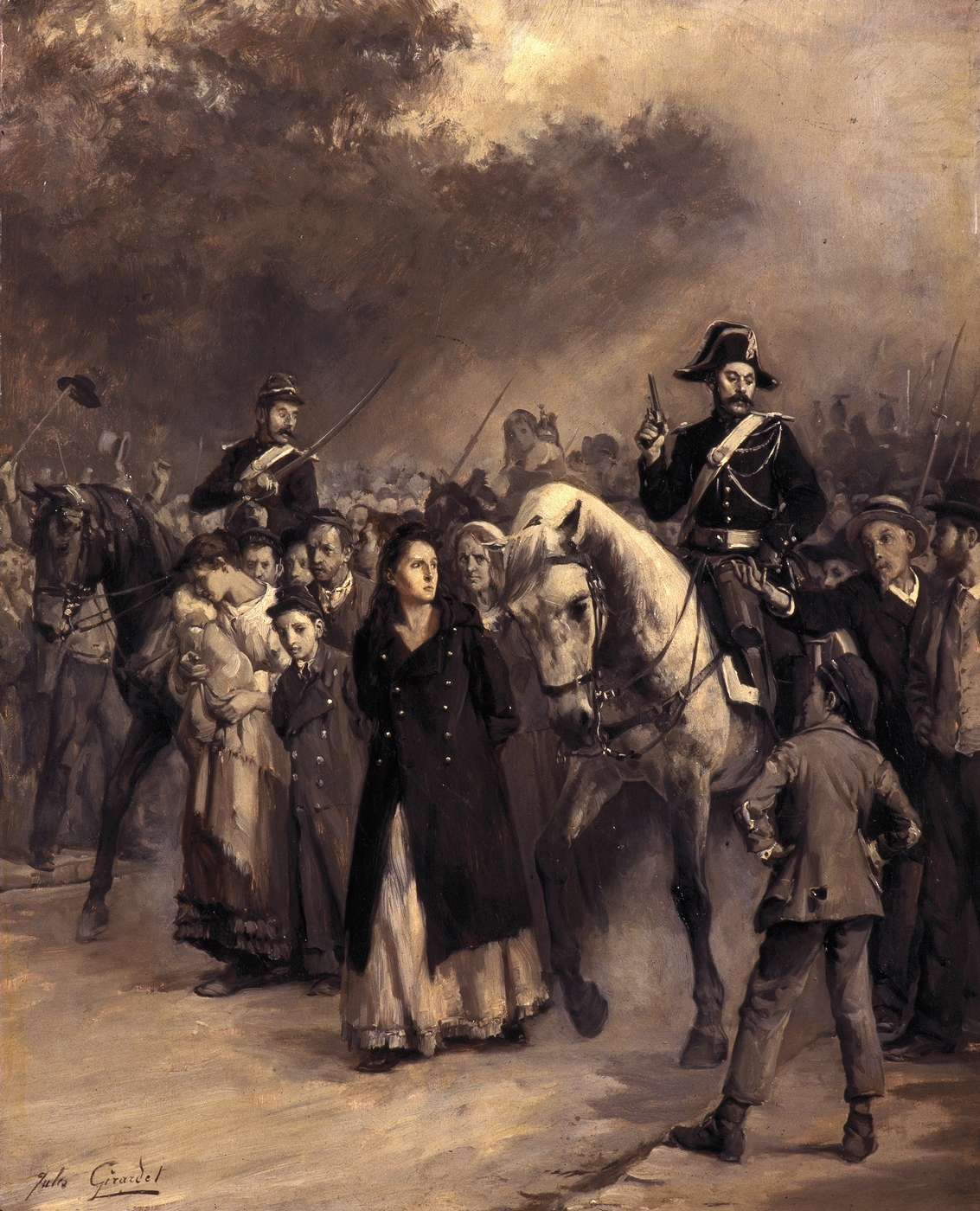
Arrest de Louise Michel el maig del 1871

Als quaranta anys, membre del Comitè de Vigilància de Montmartre, Louise és molt activa en la Comuna de París. Segons una famosa anècdota, el 22 de gener del 1871, vestida amb l'uniforme de la Guàrdia Nacional, va disparar contra l'Ajuntament. Propagandista, guarda al 61 batalló de Montmartre, porta l'ambulància, i combatent, també anima el club de la Revolució a l'església de Saint-Bernard de la Chapelle. Es va reunir en aquesta ocasió amb l'alcalde del districte XVIII de París, Clemenceau. El 17 i 18 de març, va participar activament en el cas dels canons de la Guàrdia Nacional al turó de Montmartre.
A l'abril i maig, després dels atacs de Versalles contra la Comuna, va participar en les batalles de Clamart, Issy-les-Moulineaux, Neuilly. A la barricada de Clignancourt, al maig, va participar en el combat al carrer en el qual tira els darrers trets i es lliura després de la Semaine Sanglante perquè sa mare, que estava retinguda com a ostatge, sigui alliberada. Després, va assistir a les execucions i veu morir els seus amics, incloent-hi al seu amic Théophile Ferré (executat amb l'exministre de la Guerra de la Comuna, Louis Rossel), a qui va enviar un poema de comiat: Els clavells vermells (Les Œillets rouges. Reclama la mort al tribunal, i sens dubte i fent referència a aquest fet, Victor Hugo li dedica el seu poema Viro Major. Entre 1871 i 1873, es va passar vint mesos de detenció a l'abadia Auberive (transformada en una presó) i va ser condemnada a la deportació. Aquest és el moment en què la premsa versallesca en diu la Lloba assedegada de sang o la Bonne Louise (la bona Lluïsa).
Jean-Baptiste Clément, un camarada comunard, li dedicà un poema que esdevindria una cançó popular, Le Temps des Cerises —Temps de Cireres, escrit el 1867, i dedicat el 1885 a Louise Michel, infermera d'ambulància a les darreres barricades de la Comuna.

### La deportació

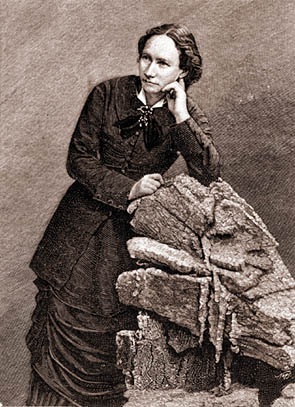
Louise Michel a Nouméa

És deportada a Nova Caledònia i arriba a l'illa després de quatre mesos de viatge. A bord, es va reunir amb Henri Rochefort, polemista famós, i Nathalie Lemel, gran animadora també de la Comuna; és, probablement, en contacte amb aquesta última, que Louise esdevé anarquista. Resta set anys a Nova Caledònia, refusant beneficiar-se d'un règim diferent al dels homes. Creà la revista Petites Affiches de la Nouvelle-Calédonie (Petits Cartells de la Nova Caledònia) i va editar Légendes et chansons de gestes canaques (Llegendes i cançons de gesta canacs). El seu objectiu és educar els indígenes canacs i, a diferència d'alguns comunards que s'uneixen a llur repressió, pren llur defensa durant llur revolta, el 1878. A l'any següent, va obtenir permís per instal·lar-se a Noumea i reprendre el seu treball com a professora, primer amb els fills dels deportats, després a les escoles de nenes.
El Tigre Clemenceau, que l'admirava molt, va continuar escrivint-li durant llur deportació i li va enviar una mica de diners.

### Retorn a França
De tornada a París el 9 de novembre del 1880, va ser rebuda calorosament per la multitud. Va tornar al seu treball com a activista incansable, donant nombroses conferències i parlant en reunions polítiques. Dos mesos després del seu retorn, va començar a publicar el seu llibre La Misère (La misèria) com una novel·la de fulletó, que va ser un gran èxit.
Només s'involucra moderadament en els disturbis provocats pel cas Dreyfus (es tractava per a ella de protegir el «germà» Henri Rochefort, atacat en aquesta ocasió), però es declarà anarquista sense ambigüitat fins a la seva mort. És el 18 de març del 1882, durant una reunió política a la sala Favié a París, que Louise Michel, desitjant desvincular-se dels socialistes autoritaris i parlamentaris es pronuncià de manera inequívoca per adoptar la bandera negra pels anarquistes (socialistes llibertaris).
| «               | (francès) Plus de drapeau rouge mouillé du sang de nos soldats. J’arborerai le drapeau noir, portant le deuil de nos morts et de nos illusions | (català) Mai més l'estendard mullat de sang dels nostres soldats. Jo enarboraré l'ensenya negra, portant el dol dels nostres morts i de les nostres il·lusions. | » |
| — Louise Michel | | |   |

Aquest nou compromís es veu aviat concretat per l'acció: el 9 de març del 1883, va portar als Invàlids, amb Emile Pouget, una manifestació en nom dels "desocupats", que ràpidament degenerà en el saqueig de tres forns i en una confrontació amb la policia. Louise, qui es va rendir a les autoritats unes setmanes després, va ser condemnada el juny a sis anys de presó seguits de deu anys de vigilància de l'alta policia per "incitar al saqueig". El gener del 1886, el president de la República, Jules Grévy, li dona l'indult. No obstant això, a l'agost, va ser empresonada de nou quatre mesos a causa d'un discurs pronunciat als miners de Decazeville juntament amb Jules Guesde, Paul Lafargue i Susini. Negant-se a apel·lar, és finalment posada en llibertat el novembre després d'un indult de la pena.

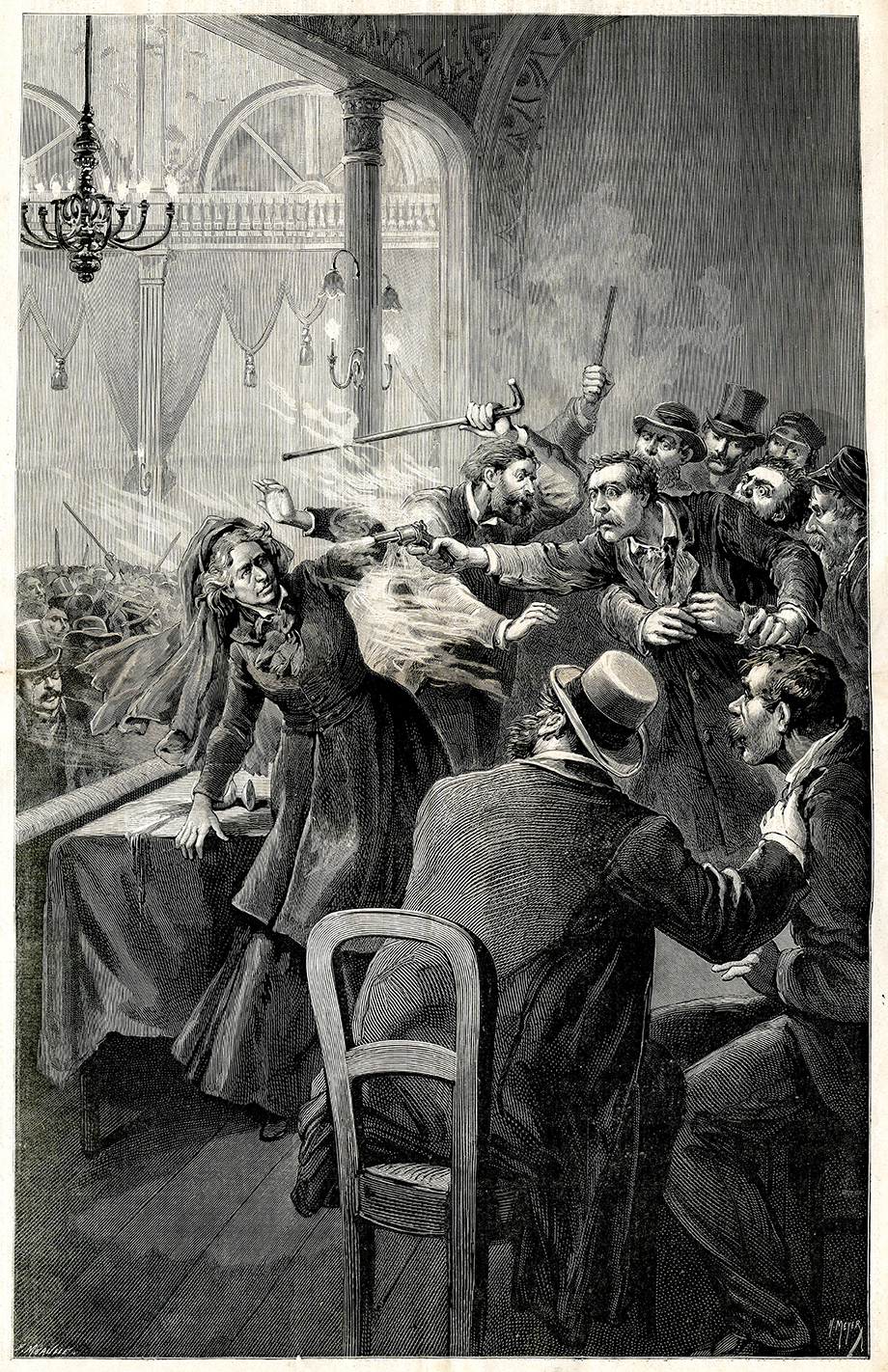
Atemptat contra Louise Michel el 1888

El gener del 1887, està en contra de la pena de mort en resposta a la pena capital a la qual ha estat condemnat el seu amic Duval. El 22 de gener del 1888, després d'haver pronunciat un discurs al Teatre de la Gaité de le Havre, és atacada per al saló de l'Élysée pel "realista" Pierre Lucas, que li va disparar dos tirs de pistola; ferida al cap, es va negar a presentar càrrecs contra el seu atacant.
A l'abril del 1890, Louise Michel va ser detinguda després d'un discurs que va donar a Saint-Etienne i per la seva participació en una reunió que va donar lloc a violentes protestes a Viena. Un mes més tard, es va negar a ser alliberada provisionalment, car els altres inculpats restaven a la presó. Acabà trencant tot el que hi havia a la seva cel·la; un metge, llavors, demanà el seu internament com a "boja". El govern, temorós de generar notícies, s'hi oposà. Tenia llavors 60 anys. Finalment, va ser alliberada i se'n va anar de Viena a París el 4 de juny. Al juliol, Louise es va refugiar a Londres, on va dirigir una escola llibertària durant uns pocs anys. En tornar, el 13 de novembre del 1895, va ser rebuda per una manifestació de simpatia a l'estació de Saint-Lazare.
Durant l'última dècada de la seva vida, Louise Michel, esdevingué una gran figura revolucionària anarquista, multiplicà les conferències a París i les províncies, acompanyades d'accions militants, malgrat la fatiga, també va passar algun temps a Londres en companyia d'amics. El 1895, va fundar el periòdic El Llibertari (Le Libertaire, amb Sébastien Faure. El 27 de juliol del 1896, va assistir a Londres al Congrés Internacional dels treballadors i de les cambres sindicals obreres (chambres syndicales ouvrières). Seguida de prop per la policia, va ser detinguda en diverses ocasions i empresonada, condemnada a sis anys de presó i posada en llibertat després de tres intervencions de Clemenceau, per veure la seva mare a punt de morir.
Uns mesos abans de morir, d'octubre a desembre del 1904, Louise Michel, que llavors tenia 74 anys, va anar a Algèria amb Ernest Girault per a una gira de conferències.
Va morir al gener del 1905 a Marsella, a casa de la seva amiga la senyora Legien, que l'havia acollida ja l'any anterior. Després d'una sèrie de conferències als Alps, va agafar fred a Sisteron, la qual cosa li agreujà la bronquitis crònica que patia des de feia anys. El Dr. Berthelot de Toulon jutjà el seu estat alarmant i el Dr. Dufour de Marsella va concloure que patia una pneumònia. El matí del 21 de gener, els seus funerals buiden París d'una multitud d'alguns milers de persones. Molts d'oradors van prendre la paraula, i entre ells, el Venerable de la Lògia de la Fraternitat Universal. Insígnies i emblemes maçònics floriren a la seva tomba al cementiri de Levallois-Perret, de manera que l'anarquista Sébastien Faure assenyalà que ella mai no havia pertangut a cap associació, ni tan sols anarquista, ja que aquest moviment no s'havia estructurat encara en una federació. Un testimoni ocular, André Lorulot, va dir però que havia donat la seva adhesió a l'Ordre Maçònica Mixta Internacional "El Dret Humà" (Ordre maçonnique mixte international «le Droit humain»), fundada el 1893. A proposta de Madeleine Pelletier, hi va ser convidada, un any abans de morir, i hi va donar un discurs de recepció; no hi va ser pas «iniciada», però de qualque manera va ser cooptada el 20 juliol del 1904; els membres d'aquesta lògia se sentien honrats per la seva aquiescència a la seva sol·licitud i mantenien que les seves accions l'eximien del ritu d'iniciació. Quan se li va preguntar per què no s'hi havia mai presentat, ella va respondre: 
| «               | (francès) Il y a longtemps que j'aurais été des vôtres si j'eusse connu l'existence de loges mixtes, mais je croyais que, pour entrer dans un milieu maçonnique, il fallait être un homme. | (català) Fa molt de temps que jo hauria estat dels vostres si hagués conegut l'existència de lògies mixtes, però creia que, per a entrar a una organització maçònica, era necessari ser home. | » |
| — Louise Michel | | |   |

## Influència

### Memòria

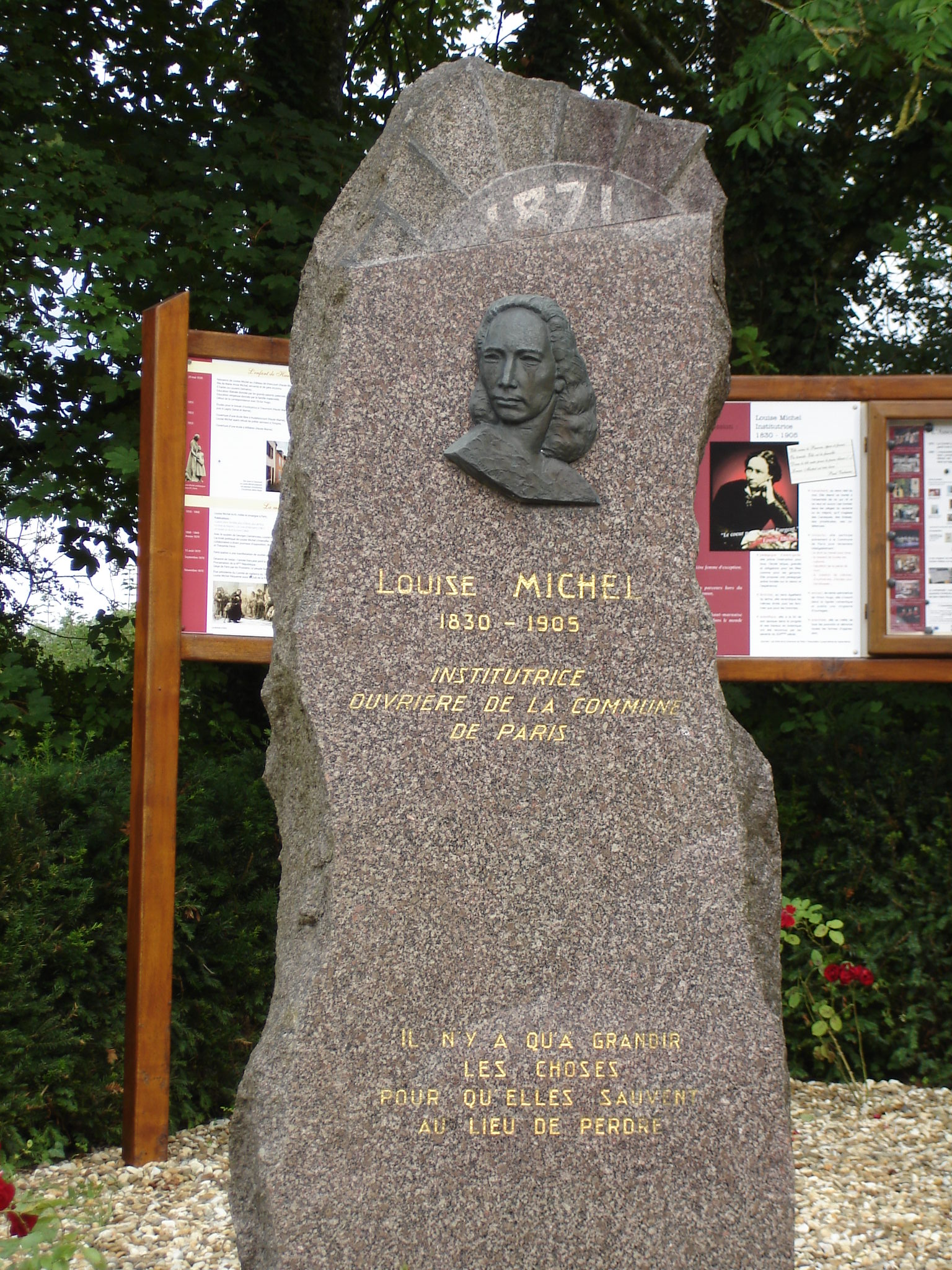
Monument a Louise Michel, situat a Vroncourt-la-Côte

La memòria de la vida i els fets de Louise Michel ha perdurat fins als nostres dies: fins a l'any 1916, va tenir lloc un acte d'homenatge que se celebrava anualment a la seva tomba, situada a Levallois-Perret. L'any 1946, les seves restes van ser traslladades a la rotonda de les Víctimes del Deure en el mateix cementiri. Avui, la seva tomba encara rep flors en cada aniversari de la seva mort. Un dels tributs a la seva memòria és que el seu nom, molt sovint, es troba en el frontó de les escoles d'infantil i primària, escoles secundàries i escoles dels municipis a França. El 24 de setembre del 1937, se li dedicà una estació de metro de París, situada a Levallois-Perret. El 28 de febrer del 2004, la condició de ciutadana il·lustre de Montmartre de Louise Michel fa que es doni el seu nom a la gran plaça Willette, situada als peus del Sacré-Coeur; la plaça va ser rebatejada després d'una deliberació del Consell de París, que va voler castigar el compromís caricaturista antisemita del dissenyador.
Però no es pot dir que la seva memòria hagi restat sense ombres: el premi francès Louise Michel és atorgat pel Centre d'Estudis Polítics de París a la personalitat corporativa i recompensa per "les virtuts de diàleg, democràcia, el desenvolupament i la pau". Recentment, la seva atribució als líders de països d'Àfrica del Nord com Ben Ali de Tunísia, o al president egipci Hosni Mubàrak ha estat criticada.
El 2005, es va celebrar el 100è aniversari de la mort de Louise Michel. En aquesta ocasió, dues conferències van retre homenatge a la «bona Louise», inclosa la important conferència al març, organitzada per l'Ajuntament de París i l'associació cultural Actazé, titulada «Louise Michel, figura de la transversalitat» (sota la direcció de Valerie Morignat). Aquest esdeveniment va reunir 22 especialistes en Louise Michel, que també van posar èmfasi en la seva personalitat inclassificable, brillant i contemporània sempre. Una obra de teatre, dirigida per Pierre Humbert, es va representar per a l'ocasió. També s'ha de dir que l'amfiteatre E2 de la Universitat de Rennes 2 es diu Louise Michel.

### Herència social

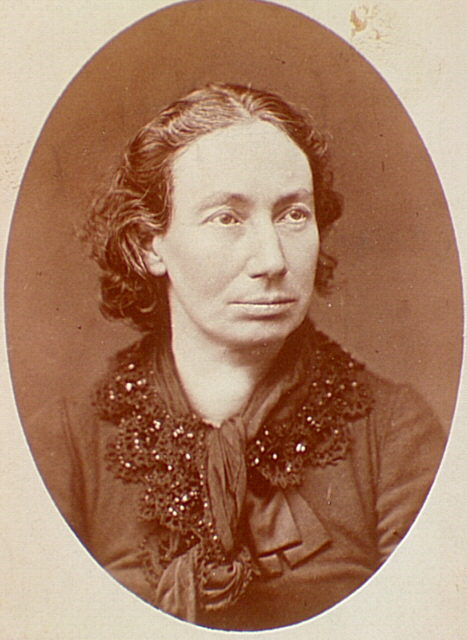
Retrat fotogràfic

Louise Michel continua sent una figura emblemàtica del moviment anarquista i del moviment obrer en general; a vegades, se li aplica un vocabulari rellevant que forma part d'aquell que està reservat als sants i als heretges: quan no és la «bona Louise», és la «Verge Roja». Aquesta dona, educada i culta, estava envoltada de moltes figures masculines conegudes, de les quals gaudia de l'amistat fins al final de la seva vida i la seva influència encara és present en departaments d'Estudis de la Dona americans. Per altra banda, la seva novel·la La Misère anuncià la crisi social dels suburbis; a més, la seva obra literària es compon d'uns pocs escrits teòrics, però sobretot de nombrosos poemes, llegendes i contes, incloent-hi els dirigits als nens pels quals mai no va deixar d'estar interessada; no obstant això, Louise Michel ha passat a la història més pel seu activisme en la «revolució social», com ella mateixa va dir.
Louise Michel és, amb George Sand, una de les poques dones del segle xix que van adoptar la indumentària masculina en algun moment de la seva vida, la qual cosa és un fet revelador de la seva reivindicació feminista.
Jean-Luc Mélenchon, en el seu discurs de fundació del Parti de Gauche, el 29 de novembre del 2008, es proclama partidari de Louise Michel. «Nous plaçons le Parti de Gauche sous l'auspice tutélaire des deux visages qui dorénavant nous accompagneront: Jean Jaurès et Louise Michel.» («Posam el Partit de l'Esquerra sota els auspicis tutelars de dos personatges que ens acompanyaran: Jean Jaurès i Louise Michel.»
Hi ha institucions que porten el seu nom: la promoció del 1984 de l'ENA porta el seu nom; també el batalló 11è de la XIII Brigada Internacional durant la Guerra Civil espanyola estava integrat per una majoria de francesos i belgues i rebé el nom de Louise Michel.

### En la cultura popular
Música, cant, teatre
- La Louve noire (La Lloba Negra) de Giancarlo Ciarapica, és una peça de teatre creada per al Festival d'Avinyó del 2008, amb Paulina Latournerie i editada per Christopher Chomant.[33]

- Louise Michel, écrits et cris (Louise Michel, escrits i crits) de Marie Ruggeri, espectacle de teatre musical creat l'any 2005 per l'associació Louise-Michel, i reescrit el 2009.[34]

- A la banda de rock francesa Louise Attaque, se li va donar aquest nom per retre homenatge al personatge.[cal citació]

- Michèle Bernard, en una cançó que es diu Au cimitière de Levallois, honora, sense anomenar-la, Louise Michel:

«Au cimetière de Levallois / Drôle de belle au bois / Tu dors depuis cent ans, c'est fou / Comme le temps creuse son trou…» 
(«Al cementiri de Levallois / alegria d'una jove al bosc / Tu dorms des de cent anys, és una bogeria / Com el temps cava el seu forat…»
- El 2005, Clément Riot honora Louise Michel, amb la seva epopeia acusmàtica Daoumi - In memoriam Louise Michel.[36]

Il·lustració
- El dibuixant Jacques Lardie, més conegut com a Jihel, va retre homenatge moltes vegades a Louise Michel en la seva famosa sèrie Ciment de la història, sovint de manera satírica mitjançant la inclusió de personatges com Théophile Ferré, Jean-Baptiste Clément, Emile Thirifocq, Gustave Flourens, etc.

Cinema
- L'escenari de la tercera pel·lícula (2008) de Benoît Delépine i Gustave Kervern, titulada Louise-Michel (una treballadora contracta un assassí a sou per matar el seu cap), encara que no aborda la figura històrica, però, es refereixen al fet de la personalitat de Louise Michel, en el missatge radical que s'hi expressa. La pel·lícula acaba, d'altra banda, citant la figura de la Comuna.

- En la pel·lícula biogràfica Louise Michel la rebelle (Louise Michel, la rebel), dirigida per Sólveig Anspach i llançada a França el 7 d'abril del 2010, Louise Michel és interpretada per Sylvie Testud.

## Publicacions
- Fleurs et ronces, poesies, París
- Le claque-dents, París
- Lueurs dans l'ombre. Plus d'idiots, plus de fous. L'âme intelligente. L'idée libre. L'esprit lucide de la terre à Dieu… París, 1861
- Le livre du jour de l'an: historiettes, contes et légendes pour les enfants, París, 1872
- Légendes et chansons de gestes canaques, Nouméa, 1875[37]
- Le Gars Yvon, légende bretonne, París, 1882
- Nadine, drama representat a Bouffes du Nord el 29 d'abril de 1882[38]
- Les Méprisés, grand roman de mœurs parisiennes, per Louise Michel i Jean Guêtré, París, 1882
- La Misère per Louise Michel, 2a part, i Jean Guêtré 1a part, París, 1882
- Ligue internationale des femmes révolutionnaires, Appel à une réunion, signat: Louise Michel, París, 1882
- Manifeste et proclamation de Louise Michel aux citoyennes de Paris, signat: Louise Maboul, Paris, 1883
- Le Bâtard impérial, per L. Michel i J. Winter, París, 1883
- Défense de Louise Michel, Bordeus, 1883
- La Fille du peuple per L. Michel i A. Grippa, París, 1883
- Contes et légendes, París, 1884
- Légendes et chants de gestes canaques, per Louise Michel, 1885[39]
- Les Microbes humains, París, 1886
- Mémoires, tom I, París, 1886[40]
- L'Ère nouvelle, pensée dernière, souvenirs de Calédonie (chant des captifs), París, 1887[41]
- Les Crimes de l'époque, nouvelles inédites, París, 1888
- Lectures encyclopédiques par cycles attractifs, París, 1888
- Le Coq rouge, drama representat a Batignolles el 19 de maig de 1888[38]
- Le Monde nouveau, París, 1888
- Prise de possession, Saint-Denis, 1890[42]
- À travers la vie, poesies, París, 1894
- La Commune, Histoire et souvenirs, París, 1898[43]
- Le Rêve (en un llibre de Constant Martin), París, 1898

### Publicacions pòstumes
- Avant la Commune, vol. I, pròleg de Laurent Tailhade, Alfortville, 1905
- Les Paysans, per Louise Michel i Émile Gautier, Paris, incomplet
- Je vous écris de ma nuit, correspondance générale, 1850-1904, edició establerta per Xavière Gauthier, Édició de París-Max Chaleil, 1999
- Histoire de ma vie, text establert i presentat per Xavière Gauthier, Presses Universitaires de Lyon, 2000, 180 pàgs. (ISBN 2-7297-0648-8)
- Lettres à Victor Hugo lues par Anouk Grinberg, cédérom, Frémeaux, 2008
- Le Livre du bagne, precedit de Lueurs dans l'ombre, plus d'idiots, plus de fous et du livre d'Hermann, text establert i presentat per Véronique Fau-Vincenti, Presses Universitaires de Lyon, 2001, 200 pàgines (ISBN 2-7297-0662-3)
- Lettres d'Auberive, pròleg i notes de Xavière Gauthier, Abbaye d'Auberive - l'œuf sauvage, 2005
- Légendes et chansons de gestes canaques (1875), seguit de Légendes et chants de gestes canaques (1885) i de Civilisation, text establert i presentat per François Bogliolo, Presses Universitaires de Lyon, 2006, 238 pàgines (ISBN 2-7297-0746-8)
- La Misère roman de Louise Michel i Marguerite Tinayre, text presentat per Xavière Gauthier i Daniel Armogathe, Presses Universitaires de Lyon, 2006, 1203 pàgines (ISBN 2-7297-0777-8)[44]
- Souvenirs et aventures de ma vie, publicat en fulletó per La Vie populaire el 1905;
- Souvenirs et aventures de ma vie: Louise Michel en Nouvelle-Calédonie, reeditat en llibre per Maïade éditions el 2010, text establert i anotat per Josiane Garnotel, (ISBN 2916512101 i 9782916512105), 351 p. Prix Panazol